# 卡尼亞薩斯區
8°19′12″N 81°12′36″W / 8.32000°N 81.21000°W
卡尼亞薩斯區（西班牙語：Distrito de Cañazas），是巴拿馬的一個行政區，位於該國中西部，由貝拉瓜斯省負責管轄，始建於1757年，面積789平方公里，海拔高度205米，2010年人口16,830，人口密度每平方公里21.33人。